# Abortipedia indica
Abortipedia indica är en plattmaskart. Abortipedia indica ingår i släktet Abortipedia och familjen Protomicrocotylidae. Inga underarter finns listade i Catalogue of Life.